# Корнелья-Эль Прат
Стадион «Корнелья-Эль Прат», «RCDE Стэдиум» (исп. Estadio Cornellá-El Prat), (исп. RCDE Stadium) — футбольный стадион в пригороде Барселоны. Домашняя арена футбольного клуба «Эспаньол» и  восьмой стадион в его истории. Открыт в 2009 году. Получил своё изначальное название в честь двух муниципалитетов (Корнелья-де-Льобрегат и Эль-Прат-де-Льобрегат), на границе которых он и расположен. Вместимость стадиона — 40 500 зрителей.

## История
Открыт 2 августа 2009 года матчем «Эспаньола» с «Ливерпулем», окончившемся со счётом 3:0 в пользу хозяев арены. Первый гол в истории стадиона забил Луис Гарсия. Первый официальный матч был сыгран 12 сентября 2009 года, в нём «бело-синие» уступили «Реал Мадриду» (0:3).

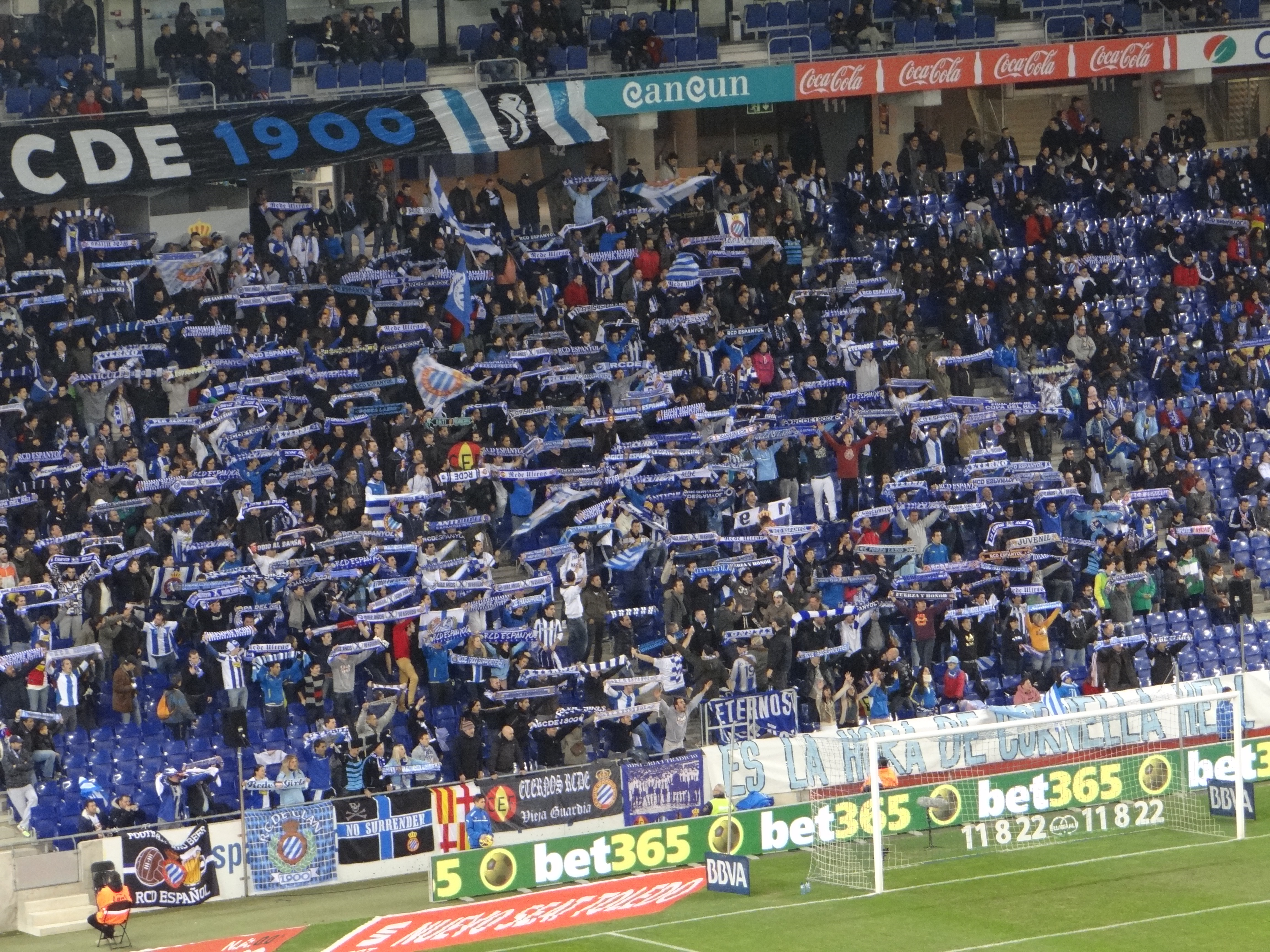
Ультрас «Эспаньола» на стадионе

В 2010 году стадион получил престижную награду Stadium Business Award «Стадион года-2010».
В июне 2014 года стадион был назван «Пауэр8 Стэдиум» (Power8 Stadium) по договору с компанией Power8. В мае 2015 года сотни китайских и тайваньских инвесторов обвинили компанию в мошенничестве, и она вступила в процесс ликвидации. В декабре 2015 года «Эспаньол» расторг контракт с Power8, и арена стала называться «RCDE Стэдиум», также использовалось название «Корнелья-Эль Прат». В 2023 году по договору с американским сервисом по продаже билетов Stage Front получил название «Стейдж Фронт Стэдиум», но с 10 июня 2024 года название опять сменилось на «RCDE Stadium» по причине того, что сервис расторг контракт с клубом.

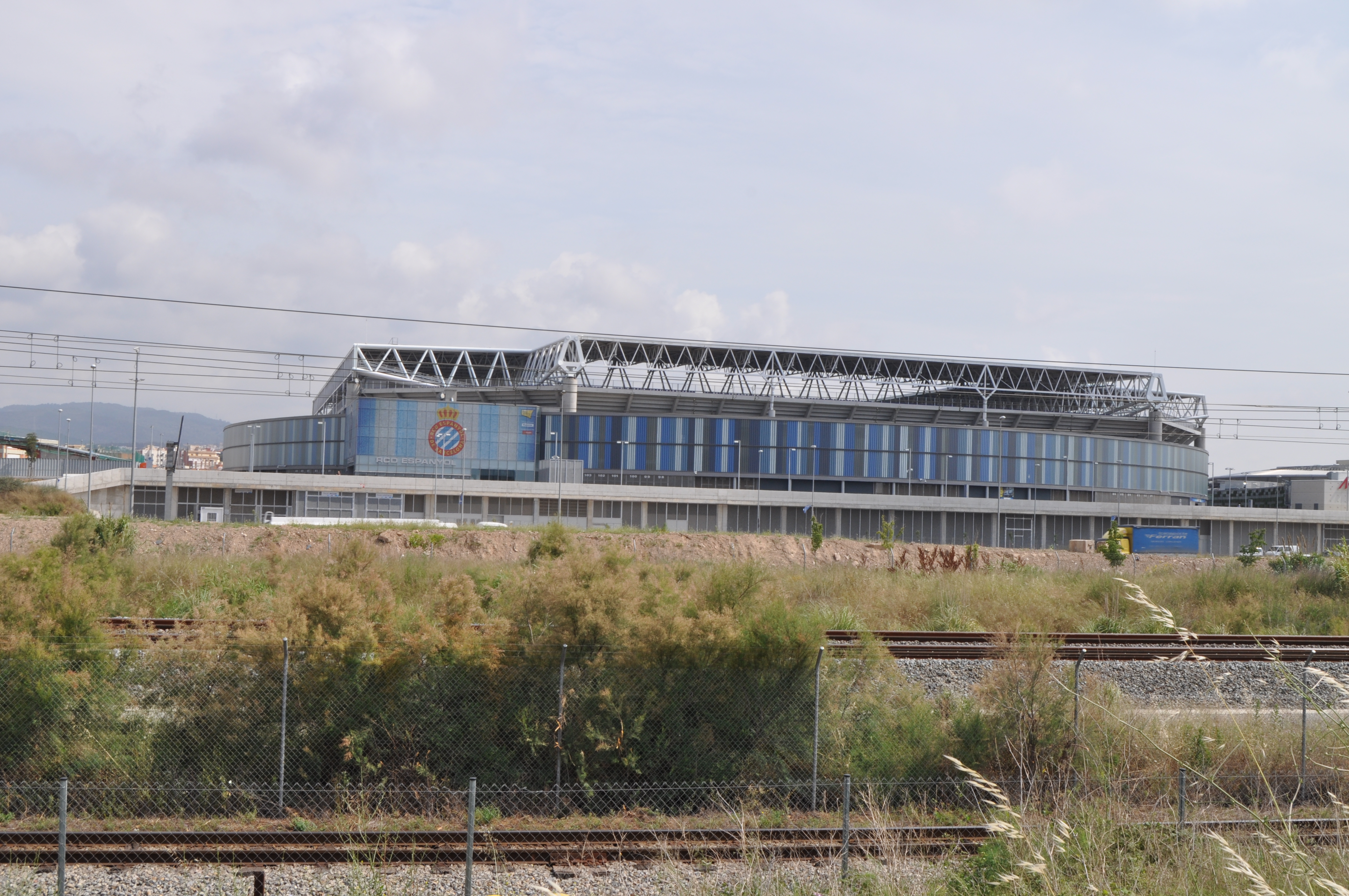
Общий вид

## Технические характеристики
Основные технические характеристики стадиона:
• Имеет 4 категорию УЕФА;
• Вмещает 40 500 зрителей;
• Занимает участок площадью более 36 000 м²;
• Построен с соблюдением критериев энергоэффективности;
• К стадиону примыкает торговый центр;
• Рядом со стадионом расположена парковка на 3278 мест;
• Снаружи стадиона находятся солнечные батареи мощностью 1 113 000 вольт.

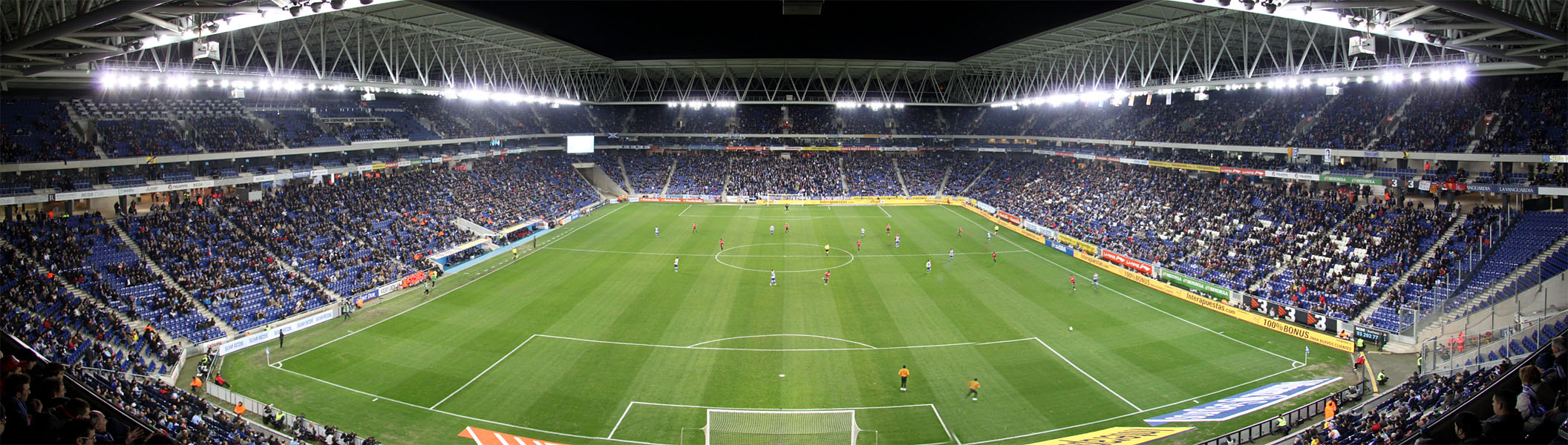
Стадион во время матча с «Мальоркой» 2 марта 2011 года

## Нефутбольные мероприятия
1 июня 2019 года в рамках своего Europe Stadium Tour, концерты которого проходят на футбольных стадионах, на стадионе выступила немецкая группа Rammstein.